# Armbruster Ferenc
Armbruster Ferenc (17. század) tanár
Thurzó Imre nevelője, pozsonyi származású. 1605-ben Wittenbergből ment Jenába, az ottani egyetemre. 1615-ben mint Thurzó Imre nevelője újra meglátogatta Németországot és a wittenbergi egyetemet. Az 1619. évi pozsonyi országgyűlésről Thurzó Imréhez írott magyar nyelvű leveleit Nagy Gyula adta ki a Történelmi Tárban.